# Sophie Cunningham
Sophie Cunningham (ur. 16 sierpnia 1996) – amerykańska koszykarka występująca na pozycji niskiej skrzydłowej, obecnie zawodniczka Phoenix Mercury.
Pochodzi ze sportowej rodziny. Jej siostra, Lindsey grała w koszykówkę na uczelni Missouri, matka trenowała lekkoatletykę, ojciec, wuj i dziadek – futbol amerykański, ciotka – koszykówkę.

## Osiągnięcia
Stan na 30 czerwca 2019, na podstawie, o ile nie zaznaczono inaczej.
NCAA
- Uczestniczka rozgrywek:
  - II rundy turnieju NCAA (2016, 2017, 2019)
  - turnieju NCAA (2016–2019)
- Laureatka nagrody Inside Columbia Magazine Athlete of the Year (2016)
- Najlepsza pierwszoroczna zawodniczka konferencji Southeastern (SEC – 2016)
- Zaliczona do:
  - I składu:
    - SEC (2017–2019)
    - SEC Community Service (2018)
    - najlepszych pierwszorocznych zawodniczek SEC (2016)

  - II składu SEC (2016)
  - III składu All-American (2016)
  - składu honorable mention:
    - All-American (2017, 2018 przez Associated Press)
    - SEC (2016 przez Associated Press)
- MVP kolejki:
  - NCAA (ESPNW National Player of the Week – 20.02.2017, USBWA Ann Meyers Drysdale National Player – 21.02.2017)
  - SEC (21.02.2017)